# Bruce Buffer
Bruce Anthony Buffer, né le 21 mai 1957, est l'annonceur officiel pour les événements de l'Ultimate Fighting Championship, présenté sur les ondes comme « Veteran Voice of the Octagon » (« La plus ancienne voix de l'octogone » (ring à 8 côtés, lieu des combats). Il est le demi-frère de Michael Buffer, annonceur de boxe et de catch professionnel et est le président et chef de la direction de leur entreprise, The Buffer Partnership. Les deux sont les petits-fils du boxeur Johnny Buff. Bruce Buffer détient une ceinture noire de Tang Soo Do et s'est battu comme kickboxer.